# كريستوف دياندي
كريستوف دياندي (بالفرنسية: Christophe Diandy)‏ (25 نوفمبر 1990 بداكار في السنغال - ) هو لاعب كرة قدم سنغالي في مركز الدفاع. لعب مع آود هيفرلي لوفين ونادي رويال أندرلخت ونادي رويال شارلروا ونادي مونز وليبرتي بروفشنالز ‏.

## وصلات خارجية
- كريستوف دياندي على موقع قاعدة بيانات كرة القدم.إي يو (الإنجليزية)
- كريستوف دياندي على موقع Soccerway.com (الإنجليزية)
- كريستوف دياندي على موقع عالم كرة القدم.نت (الإنجليزية)